# Формула изобретения
Формула изобретения (формула полезной модели) – логическое описание изобретения (полезной модели) и предназначенная для определения объема правовой охраны, предоставляемой патентом на изобретение (полезную модель).
Точной дефиниции термина «Формула изобретения» в российском законодательстве нет. Есть лишь ряд требований, из которых можно вывести указанное определение.
Так, в подпункте 3 пункта 2 статьи 1375 Гражданского кодекса РФ указано, что заявка на изобретение должна содержать формулу изобретения, ясно выражающую его сущность и полностью основанную на его описании. Из чего можно сделать вывод, что формула изобретения является обязательным документом заявки на изобретение. При этом для формулы полезной модели требований несколько больше. В подпункте 3 пункта 2 статьи 1376 Гражданского кодекса РФ указано, что заявка на полезную модель должна содержать формулу полезной модели, относящуюся к одному техническому решению, ясно выражающую её сущность и полностью основанную на её описании.
Что касается предназначения такого документа заявки на изобретение (полезную модель) как формула изобретения (полезной модели), то в пункте 2 статьи 1354 Гражданского кодекса РФ указано, что охрана интеллектуальных прав на изобретение (полезную модель) предоставляется на основании патента в объёме, определяемом содержащейся в патенте формулой изобретения (полезной модели).